# Девід Лісс
Девід Лісс (нар. 1966) — американський письменник-романіст, автор нарисів та коміксів.

## Біографія
Народився в Нью-Джерсі та виріс у Південній Флориді. Лісс отримав ступінь бакалавра у Сіракузькому університеті, магістра Університету штату Джорджія та магістра філософії у Колумбійському університеті. Він залишив його аспірантуру 18-го століття британської літератури та незавершену дисертацію, щоб мати змогу писати повний робочий день. "Якщо б щось не вийшло із художньою літературою, я б, напевно, закінчив навчання та шукав би роботу як професор літератури", сказав він. В даний час (2010) письменник, живе у Сан-Антоніо, штат Техас, із дружиною і дітьми.
Перший же його роман «Змова паперів» справив фурор, удостоївся премії «Едгар» за найкращий детективний дебют у 2001 році, тоді ж отримав за нього премію Баррі. Роман був переведений на півтора десятка мов і придбаний для екранізації компанією «Мірамакс». Про Лісса говорили, що він винайшов новий жанр — історико-фінансовий детектив, і порівнювали його роман з такими визнаними стовпами жанру, як «Перст вказуючий» Йена Пірса і «Квінканкс» Чарльза Паллісера. Ліссу вдалося створити захоплюючий, хитромудрий сюжет, достовірно описати лондонське життя першої чверті XVIII століття і, головне, намалювати надзвичайно цікаву картину зародження фондової біржі, коли паперові гроші та акції прийшли на зміну золоту, поклавши початок нової фінансової ери.. Член Міжнародної спілки письменників трилерів..

## Роботи

### Романи
- Змова паперів (2000)
- Торговець кавою (2003)
- Ярмарок корупції (2004)
- Етичний вбивця (2006)
- The Whiskey Rebels (2008)
- Компанія Диявола (2009)
- The Twelfth Enchantment (2011)

### Короткі оповідання
- Подвійний дилер, у антології Триллер
- Що знав Мейсі, у антології Смерть, складена Крістофером Голденом Опублікована by St. Martin's Griffin (2010), ISBN 978-0-312-55971-7
- Watchlist: A Serial Thriller. ISBN 978-1593155599 (Collaborator)

### Комікси
- Зухвалі таємничі комікси
- Чорна пантера: Людина без страху'